# 孫九香
孫九香（1986年6月6日—），本名孫連哲，字“九香”，北京人。毕业于北京航空航天大学，粉丝群体称作“娃娃菜”。

## 经历
孫九香于2012年入科，2015年9月13日，随“九”字科第二批拜师成为“二九”成员，和搭檔劉九儒同為德云七队演員。
- 2018年 6月30日 孫九香和前搭檔秦霄賢參加了明光市舉辦的融城府邸相聲匯演。
- 2019年 7月30日 因耽误了時間，一男观众不耐烦，一个劲的喊，孙九香忍不住怼了观众遭停演21天。[1]。
- 2020年 9月10日 離開七隊並和前搭檔秦霄賢拆夥。[2]
- 2021年 3月 9日 本人在(抖音)直播间澄清自己已回归七隊。

## 外部連結
- 孫九香的新浪微博